# Sadness (švýcarská hudební skupina)
Sadness (v překladu z angličtiny smutek) byla švýcarská death/doom metalová kapela založená v roce 1990 ve městě Sion.
Debutové studiové album s názvem Ames de Marbre vyšlo v roce 1993 u vydavatelství Witchhunt Records. Poslední řadové album s názvem Evangelion vydala kapela v roce 1997, celkem jich má na svém kontě tři.
O rok později zanikla.
Člen kapely, kytarista Phillippe Riand alias Chiva si založil v roce 1996 vlastní projekt s názvem Chiva.

## Diskografie
Dema
- Y (1991)
- Eodipus (1992)

Studiová alba
- Ames de Marbre (1993)
- Danteferno (1995)[1]
- Evangelion (1997)